# Geografie Číny

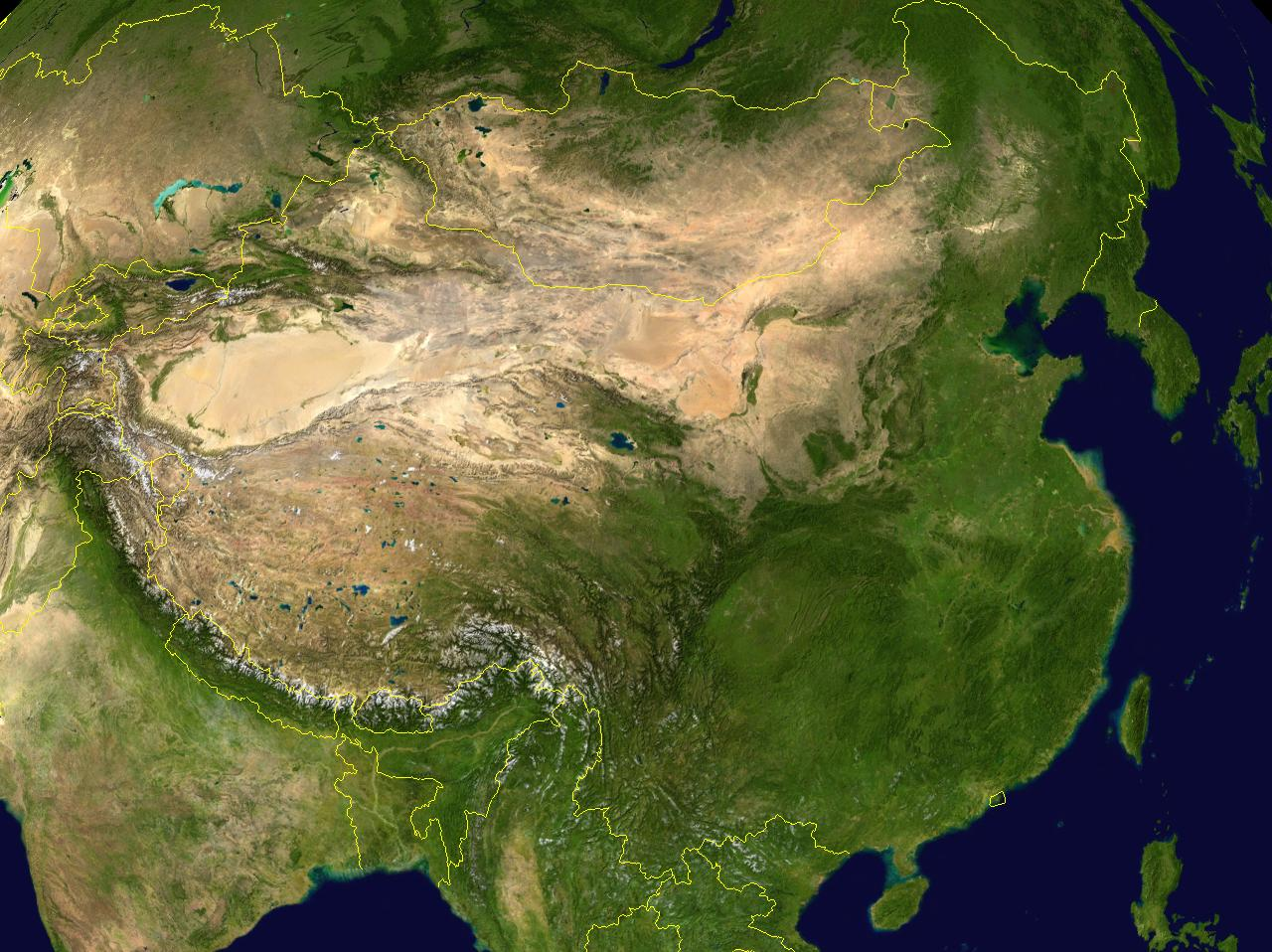
Satelitní fotografie Činy

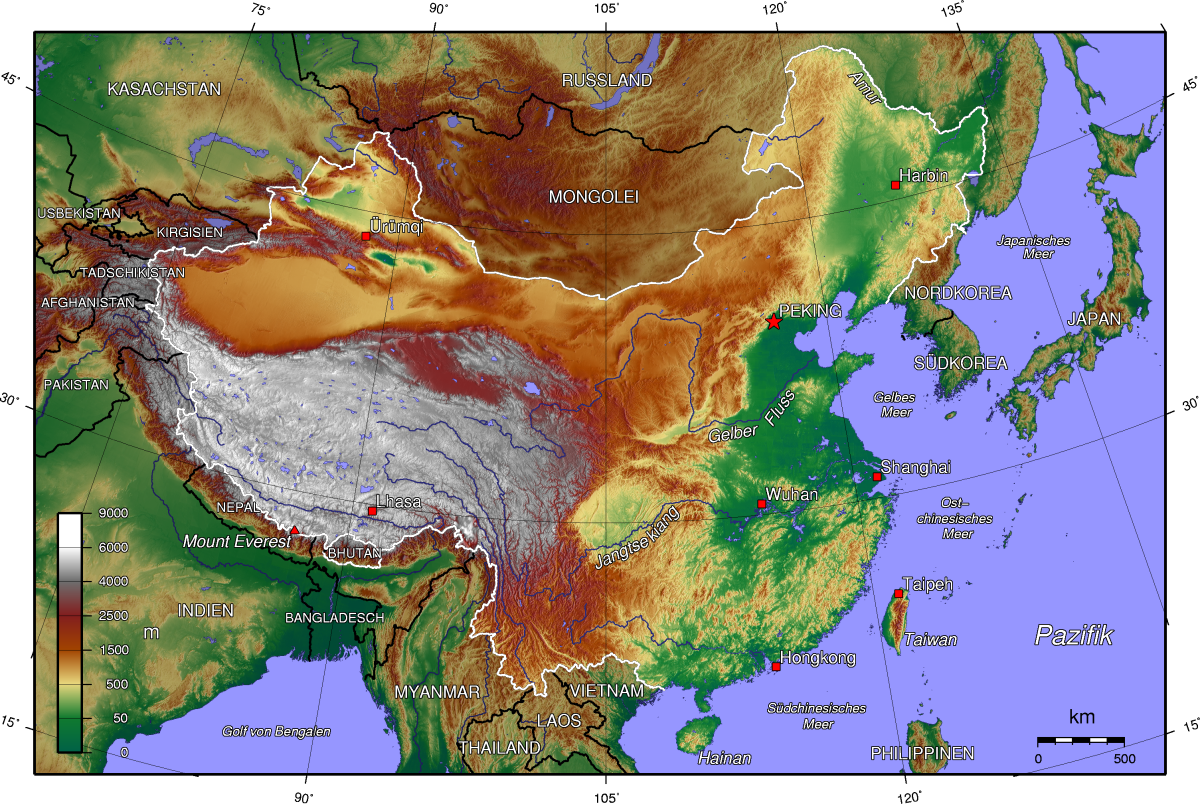
Topografická mapa Číny

Čína se nalézá ve východní Asii při západním pobřeží Tichého oceánu.Od severu k jihu se rozkládá od řeky Chej-lung-ťiang (Amur) na 53° s.š. k nejjižnějšímu cípu ostrovů Nan-ša/Spratlyho ostrovy na 18° s.š. Spojnice měří kolem 5 500 km. Od Pamíru na západě (71° v.d.) po soutok řek Chej-lung-ťiang a Ussuri (135° v.d.) přesahuje spojnice 5 200 km. Časový rozdíl je více než čtyři hodiny, v celém státě se však používá jednotný čas (UTC+8).
ČLR přímo sousedí se 14 zeměmi. Má suchozemskou hranici o délce 22 800 km a (spolu s mnohem větším Ruskem) nejvíce sousedů ze všech států světa. Po směru hodinových ručiček jimi jsou Indie (délka hranice 3 380 km), Pákistán (523 km), Afghánistán (76 km), Tádžikistán (414 km), Kyrgyzstán (858 km), Kazachstán (1 533 km), Rusko (3 645 km), Mongolsko (4 677 km), Severní Korea (1 416 km), Vietnam (1 281 km), Laos (423 km), Myanmar (2 185 km), Bhútán (470 km) a Nepál (1 236 km). Dále moře odděluje ČLR od Jižní Koreje, Japonska, Čínské republiky na Tchaj-wanu, Filipín, Bruneje, Malajsie a Indonésie. Čínská republika se rozkládá na ostrovech, nemá proto suchozemskou hranici.
Na východě a na jihu omývají čínské území moře. Po směru hodinových ručiček je to Pochajský záliv, které je považováno za čínské kontinentální moře, dále pak Žluté, Východočínské a Jihočínské moře, jež jsou okrajovými moři Tichého oceánu. V teritoriálních vodách Číny o celkové rozloze 4,73 milionu km² se nalézá na 5 400 ostrovů. Největší z nich o rozloze 36 000 km² je Tchaj-wan (ovládán je však Čínskou republikou), následovaný ostrovem Chaj-nan (34 000 km²). Nejvýchodnějšími čínskými ostrovy je souostroví Tiao-jü nacházející se severně od Tchaj-wanu, přičemž nejvýchodněji leží ostrov Čch'-wej; ostrovy jsou ovšem pod námořní kontrolou Japonska. Mnoho ostrovů, ostrůvků a skalních útesů, které se nalézají na jihu, jsou označovány jako „ostrovy Jihočínského moře“, přičemž patří hlavně do čtyř větších souostroví: Tung-ša (Východní písky), Si-ša (Západní písky), Čung-ša (Střední písky) a Nan-ša (Jižní písky); o oblast se stále vedou rozsáhlé územní spory.

## Povrch

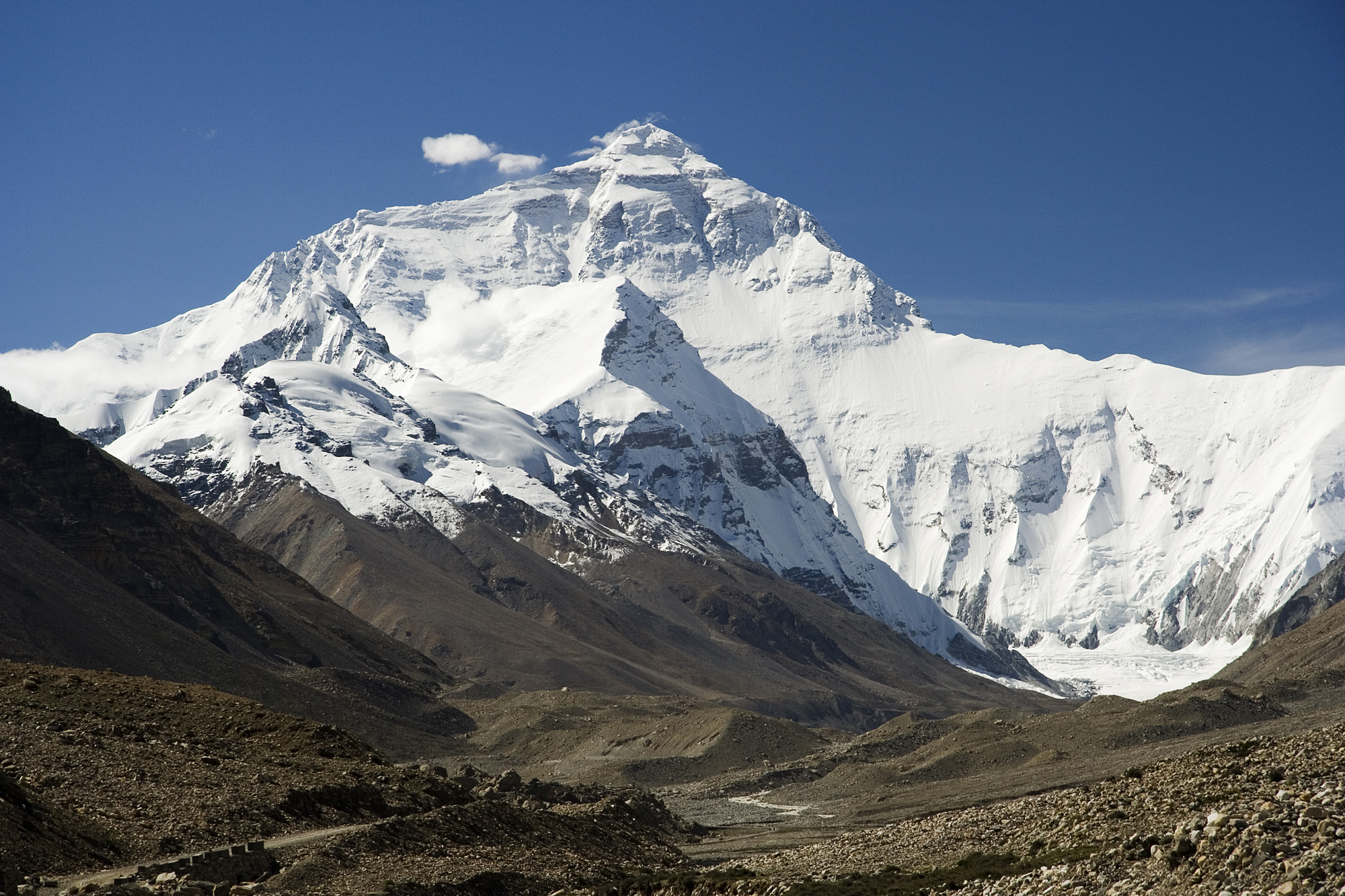
Severní stěna hory Mount Everest z tibetské strany na čínsko-nepálských hranicích

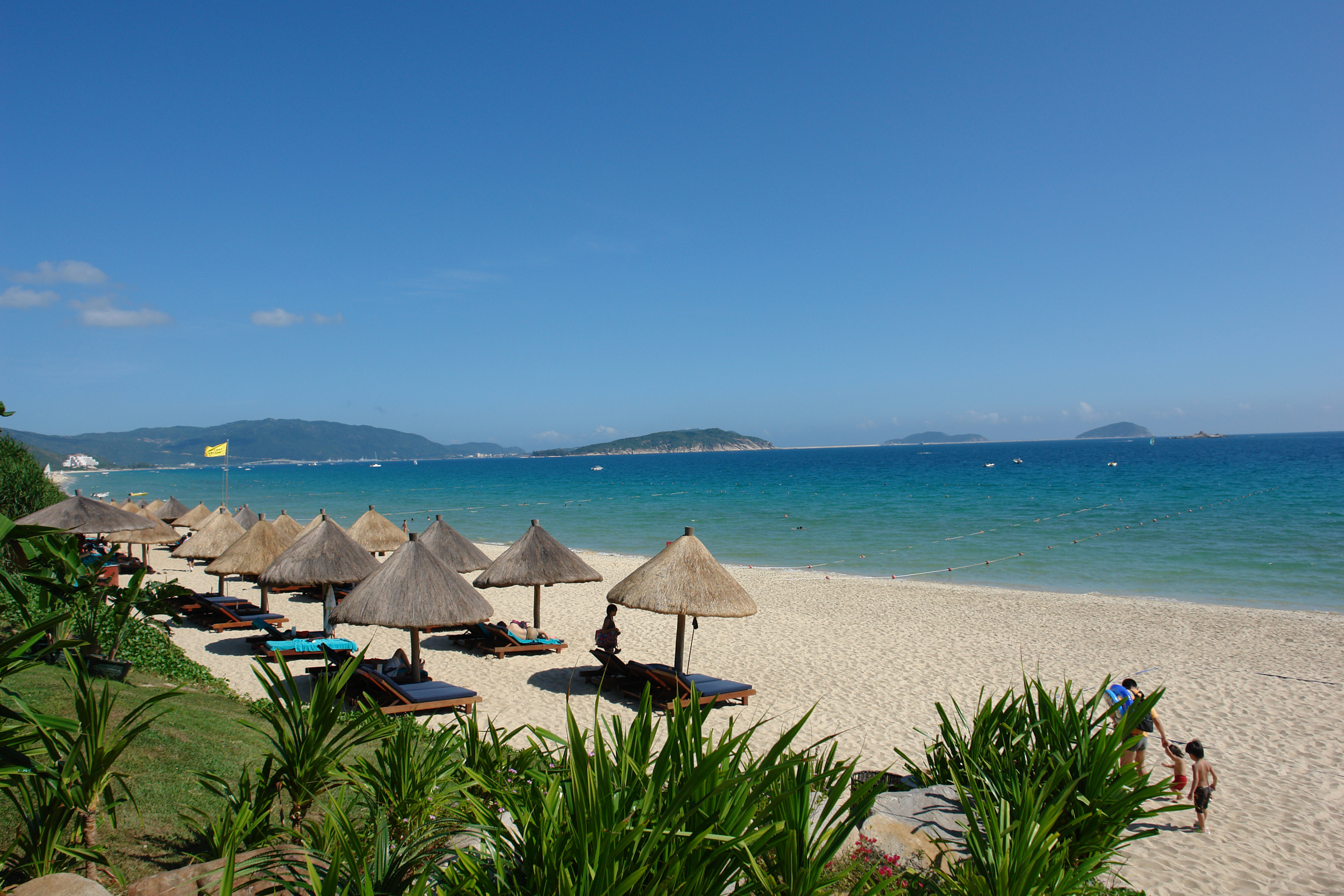
Jihočínské moře v Chaj-nanu

Charakteristickým znakem reliéfu Číny je stupňovité snižování směrem od Himálaje na západě podél veletoků Žlutá řeka a Jang-c’-ťiang k Tichému oceánu na východě. Ke geologicky nejstabilnějším oblastem patří: Tarimská pánev, Ordos, Jihočínský masiv apod. Současný reliéf byl ve značné míře vytvořen alpinským vrásněním v třetihorách. Tato horotvorná činnost měla za následek vznik "mladých" nestabilních pohoří – Altaj, Kchun-lun, Čchi-lien-šan. Přibližně jednu třetinu povrchu tvoří pohoří, přičemž většina z nich je orientována ve východo-západním směru. Výjimku tvoří například horstva ve východním Tibetu, která se táhnou od severu na jih a pohoří při čínsko-korejských hranicích, probíhající ze severovýchodu na jihozápad.
Na jihozápadě se nachází Tibetská náhorní plošina, se svou rozlohou 2 200 000 km² a průměrnou nadmořskou výškou 4500 m se řadí k nejrozlehlejším a nejvýše položeným oblastem světa. Z jižní a jihozápadní strany ji obklopují Transhimaláje a Himálaje, kde se v nadmořské výšce 8849 m vypíná nejvyšší bod země i světa – štít Mount Everest. Západní hranici lemují horská pásma Pamír a Karákóram, známý ledovci vskytujícími se ve výšce nad 2900 m n. m. a dlouhými místy 40–60 km. Mohutné pásmo Kchun-lun, dosahující nadmořské výšky kolem 6000 m, obepíná Tibetskou náhorní plošinu ze severu a spolu s pohořími Altyn-tag a Nan-šan ohraničují Chajdamskou pánev.
Pohoří Ťan-šan, které se svažuje od 7000 m vysokých hřebenů na čínsko-kyrgyzské hranici po Turfanskou proláklinu, nejníže položené místo v Číně (154 m pod úrovní moře), odděluje Tarimskou pánev od Džungarské pánve. Žádné jiné místo na Zemi není vzdálenější od nejbližšího moře než Džungarská pánev, která je rozsáhlou kotlinou se dnem ve výši 200 m n. m. Čínská část pouště Gobi postupně přechází do pusté plošiny Ordos, dosahující výšky 1200–2000 m n. m.
Oblast severovýchodní Číny vyplňují aluviální nížiny a pohoří Malý Chingan a Velký Chingan s nejvyšším bodem nad 1700 m n. m. Pásmo Kchun-lun přechází na východě do pohoří Čching-ling s průměrnou výškou 2 000 – 3000 m n. m. Směrem na sever se rozprostírají Tchajchangské hory, na jejichž okraji se nacházejí geologické zlomy, které způsobují, že tato oblast patří k nejméně seismicky stabilním na světě.
Na východě, v okolí dolního toku Žluté řeky, se rozprostírá Velká čínská nížina. Jižní Čína je pokryta horstvy Jihočínské hornatiny, náhorní plošinou Kuej-čou a vápencovou Jünnansko-kuejčouskou vysočinou, která svými výškami nad 2000 m n. m. převyšuje ostatní útvary této oblasti.

## Vodstvo

Hlavní řeky v Číně

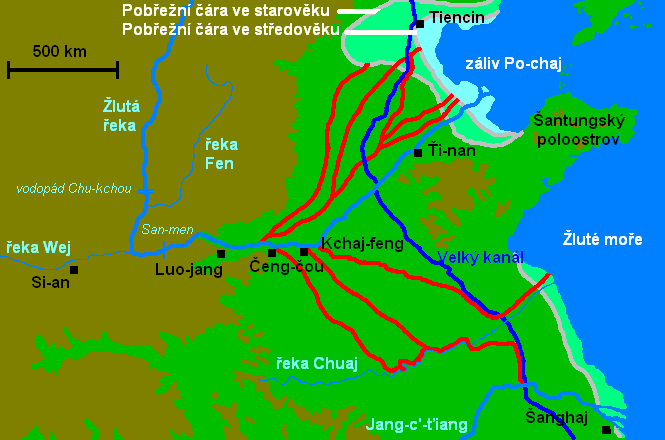
Změny dolního toku Žluté řeky v historické době

Říční síť je dlouhá cca 220 000 km; svou hustotou je rozmístěna nerovnoměrně. K bezodtokovým oblastem patří necelá třetina území Číny. Reliéf země má za následek fakt, že většina řek teče od západu na východ a vlévá se do Tichého oceánu (Jang-c’-ťiang, Žlutá řeka, Jü-ťiang). Úmoří Indického oceánu zabírá asi desetinu rozlohy, přičemž zde patří zejména oblasti jižního Tibetu odvodňované řekami Indus, Brahmaputra a Nu-ťiang. Některé části severozápadní Číny patří do povodí řeky Irtyš, jejíž vody se vlévají do Severního ledového oceánu.
Podle režimu řek lze Čínu rozdělit na několik oblastí. Zde hraje důležitou roli tzv. kontinentální stupeň – myšlená čára procházející orientačně městy Peking, Luo-jang a Kuej-jang- který tvoří jeden z nejdůležitějších "schodů" asijské pevniny, stupňovitě klesající směrem k Tichému oceánu. Na západ od kontinentálního stupně, zapříčiňujícího vznik vodopádů na řekách jím protékajících, je většina řek vysokohorského typu; svého maxima dosahují v létě z tajícího sněhu a z ledovců, přičemž v Himálaji se stav řek zvyšuje před monzunovým obdobím. Východně od kontinentálního stupně tečou monzunové řeky smíšených lesů subtropického pásma, mající dostatek vody během období letních dešťů a naopak s nedostatkem vody v období sucha. Pro pouštní oblasti severní Číny (Taklamakan, Gobi) jsou typické řeky poušti a polopoušti mírného pásma s dlouhodobě suchými koryty. Na severovýchodě jsou řeky lesostepní a stepní zóny s výraznými jarními povodněmi a minimem odtoku v létě a zimě. V pohraniční oblasti severovýchodní Číny lze nalézt horské řeky nivální zóny horské tundry a tajgy, v létě dosahující maxima z tajícího ledu, v zimě zamrzající – Amur (Chej-lung-ťiang, 黑龙江), Ussuri (Wu-su-li-ťiang, 乌苏里江).
Ve výšce 4876 m n. m. v oblasti Tibetské náhorní plošiny pramení, se svou délkou dosahující 6300 km, třetí nejdelší řeka světa Jang-c`-ťiang. Plocha odvodňovaná tímto veletokem má rozlohu 1 800 000 km². "Rovník Číny", jak byla řeka díky své důležitosti nazvaná, umožňuje svou hloubkou, místy dosahující přes 180 m, oceánským lodím plavit se až do vnitrozemského Wu-chanu, což z ní dělá nejvýznamnější dopravní tepnou Číny. Na řece je postavena největší přehrada na světě, Tři soutěsky. Jang-c`-ťiang ústí do Východočínského moře, její delta, která se každých 64 let zvětšuje o 2,58 km², se nachází severně od města Šanghaj.
Druhou nejdůležitější řekou je Žlutá řeka. V povodí této 5464 km dlouhé řeky žije 120 milionů lidí. Řeka protéká sprašovou oblastí, kde se získává množství žlutavého jílovitého bahna. Podle něj je pojmenována tato řeka i moře (Žluté – Pochajský záliv), do kterého se vlévá. V každém krychlovém metru vody unáší Žlutá řeka 37 kg sedimentů, což je světový unikát. Kvůli častým záplavám a ustavičnému zanášení se dolního toku změnila řeka mnohokrát své řečiště – za posledních 3000 let 26krát.
Jihočínské řeky Si-ťiang, Pej-ťiang a Tung-ťiang společně vytvářejí největší řeku této oblasti – Perlová řeka (Ču-ťiang), která je skrze vodní kanály napojena na celou vodní síť čínského jihu.
Z hospodářského hlediska je významný Velký kanál (1794 km), který spojuje města Peking a Chang-čou, přičemž protíná řeky Chaj-che, Chuang-che, Chuaj-che a Jang-c’-ťiang.
Velké množství sladkovodních jezer se nachází ve střední Číně v povodí řeky Jang-c’-ťiang: Pcho-jang (5050 km²), Tung-tching-chu (3900 km²). V bezodtoké oblasti se rozprostírají slaná, pomalu vysychající jezera Kukunor a Lobnor.

## Podnebí

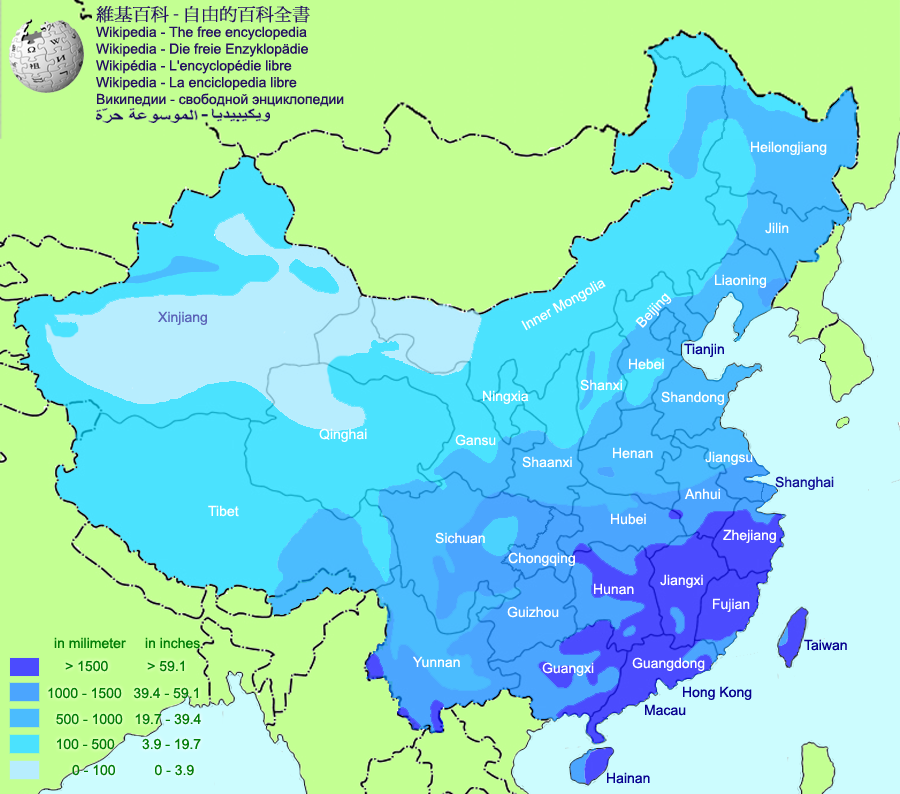
Průměrné roční srážky v Číně

Rozsáhlost čínského území má za následek výrazné klimatické rozdíly mezi vnitroasijskou a vlastní Čínou a mezi jižní a severní Čínou.
Klimatickou hranici mezi západní a východní Čínou tvoří pás složený z pohoří Velký Chingan, Tchaj-chang a Sečuan. Tyto celky mají velký vliv na klimatické podmínky, ať už v západní nebo východní části země, protože tvoří bariéru, která eliminuje vliv teplého, vlhkého letního monzunu z jihovýchodu na vnitroasijské regiony Číny a chladného, suchého zimního monzunu ze Sibiře na východní regiony Číny. Obecně se dá říci, že podnebí značné části území Číny je ovlivněno monzunovým cyklem.
Klima západní Číny má jasně vnitrozemský ráz. Zimy bývají studené, léta horká. Průměrné lednové teploty v Urumči dosahují -15 °C, přičemž červencové teploty se pohybují v průměru okolo 22 °C, ale mohou vystoupit až nad 40 °C. V Turfanské proláklině byly naměřeny teploty 47,6 °C. Velké teplotní rozdíly nastávají i během dne. Oblast Tibetské plošiny je charakteristická drsným vysokohorským podnebím s minimálním množstvím srážek. Na některých místech klesají teploty v zimě až na -35 °C. Vlivem kontinentálního podnebí leží nejchladnější oblasti ve Vnitřním Mongolsku, kde dosahují průměrné lednové teploty méně než -25 °C. Nejnižší teplota byla zaznamenána v okrese Chaj-la-er: -51,5 °C.
Za hranici mezi "suchou oblastí severní Číny, kde roste pšenice a proso" a "vlhkým jihem produkujícím rýži" se považuje 33. rovnoběžka, která probíhá přibližně v polovině vzdálenosti mezi Žlutou řekou a řekou Jang-c’-ťiang. Severní Čína je charakteristická mírným podnebím, malými, relativně nerovnoměrnými srážkami a chladnými zimami.
Podnebí jižní Číny, která leží v subtropickém a tropickém pásmu, je do značné míry ovlivněno letním monzunem, který přináší srážky a způsobuje záplavy, které se střídají s obdobími sucha v zimních měsících. Výkyvy teplot (přes den i v průběhu roku) jsou ve srovnání se zbytkem Číny podstatně menší. V porovnání se severem je zde větší počet teplých měsíců (cca 8 a více), což vytváří příznivé podmínky pro zemědělství. V charakteru podnebí jižní Číny hraje kromě monzunů roli jednak pás subtropického maxima oddělující oblast proudění západních větrů od pasátové oblasti, který jí prochází, ale i tajfuny přicházející od Filipín.